# Chrysopeleia
Chrysopeleia là một chi bướm đêm thuộc họ Cosmopterigidae.